# Hirão-Abi
Hirão-Abi, Hirão ou Hurão é citado na Bíblia (II Crônicas 2), como tendo sido enviado pelo rei Hirão de Tiro para o auxílio de Salomão. Cf. Almeida Revista e Corrigida, II Crônicas,

2.11   Hirão, rei de Tiro, respondeu por uma carta que enviou a Salomão, dizendo: Porquanto o SENHOR ama ao seu povo, te constituiu rei sobre ele.  2.12   Disse mais Hirão: Bendito seja o SENHOR, Deus de Israel, que fez os céus e a terra; que deu ao rei Davi um filho sábio, dotado de discrição e entendimento, que edifique casa ao SENHOR e para o seu próprio reino.  2.13   Agora, pois, envio um homem sábio de grande entendimento, a saber, Hirão-Abi,  2.14   filho de uma mulher das filhas de Dã e cujo pai foi homem de Tiro; ele sabe lavrar em ouro, em prata, em bronze, em ferro, em pedras e em madeira, em obras de púrpura, de pano azul, e de linho fino e em obras de carmesim; e é hábil para toda obra de entalhe e para elaborar qualquer plano que se lhe proponha, juntamente com os teus peritos e os peritos de Davi, meu senhor, teu pai.